# Međe
Međe (cyr. Међе) – wieś w Bośni i Hercegowinie, w Republice Serbskiej, w gminie Srebrenica. W 2013 roku liczyła 48 mieszkańców.